# Аргунова Євдокія Федорівна
Євдокія Федорівна Аргунова (13 березня 1951, село Яненки, тепер Угранського району Смоленської області, Російська Федерація) — радянська діячка, робітниця цеху товарів народного споживання Угранського ліспромгоспу Смоленської області. Член Центральної контрольної комісії КПРС у 1990—1991 роках.

## Життєпис
У 1968—1986 роках — швачка комбінату побутового обслуговування, закрійниця, інженер із праці Угранського районного виробничого управління побутового обслуговування Смоленської області.
У 1972 році закінчила міське професійно-технічне училище № 4 міста Смоленська.
Член КПРС з 1980 року.
У 1981 році закінчила Клепиковський технологічний технікум Рязанської області.
У 1986—1987 роках — інженер-економіст, з 1987 року — робітниця цеху товарів народного споживання Угранського ліспромгоспу Смоленської області.
Подальша доля невідома.